# Somaya Ramadan
Pour les articles homonymes, voir Ramadan (homonymie).
Somaya Yehia Ramadan, née en 1951 au Caire et morte le 19 août 2024, est une traductrice, femme de lettres et universitaire égyptienne.

## Biographie
Somaya Ramadan naît au Caire en 1951, et étudie l'anglais à l'université du Caire. Par la suite, elle obtient un doctorat en anglais au Trinity College de Dublin, en 1983. Elle se convertit à la foi Bahá'íe. Les bahais sont souvent considérés comme non-croyants par les médias égyptiens, et ont fait l'objet de campagnes de dénigrements, ce qu'elle dénonce.
Ramadan revient en Égypte après son doctorat et enseigne l'anglais à l'université américaine du Caire. Elle participe à la fondation d'une association qui s'intéresse à l'histoire des femmes arabes
Ses deux premiers livres sont des recueils de nouvelles, Khashab wa Nohass (Cuivres et bois, en 1995) et Manazel al-qamar (Phases de la lune, en 1999). Son premier roman, Awraq Al-Nargis (Feuilles de narcisse), est publié en 2001 et remporte le prix Naguib-Mahfouz. Il est ensuite traduit en anglais par Marilyn Booth et en français par Stéphanie Dujols,.
Elle travaille aussi comme traductrice, notamment de Virginia Woolf. Elle est une des fondatrices de Women and Memory Forum, une organisation à but non lucratif. Elle enseigne l'anglais et la traduction à l'Académie nationale des arts du Caire.

## Publications traduites en français
- Feuilles de narcisse, roman, traduit de l'arabe par Stéphanie Dujols, Sindbad-Actes Sud, 2006